# Luke Scott (filmrendező)
Luke James L. Scott (London, 1968. május 1. –) brit film-, reklám- és televíziós rendező.
Az Exodus: Istenek és királyok (2014), a Mentőexpedíció (2015), az Alien: Covenant (2017) és a Gladiátor II. (2024) című filmek akciórendezője, amelyeket apja, Sir Ridley Scott rendezett. 
Nagyjátékfilmes rendezőként a 2016-os Morgan című filmmel debütált.

## Élete és pályafutása
1968. május 1-jén született Londonban. 
Ridley Scott rendező-producer és Felicity Heywood fia, a szintén rendező Jake Scott testvére és Jordan Scott féltestvére.
2014-ben Luke akciórendezőként dolgozott apja Exodus: Istenek és királyok című filmjében. 2015-ben hasonló feladatkört kapott idősebb Scott Mentőexpedíció című rendezésében.
Rendezői debütálása a Morgan című sci-fi thriller volt, melynek apja volt a filmproducere. 2017 februárjában a 20th Century Fox kiadta az Alien: Covenant prológus rövidfilmjét Last Supper címmel, amelyet Scott rendezett a 3AM dizájntanácsadó céggel együttműködve.
2017-ben két, előzménytörténetként szolgáló rövidfilmet rendezett a Szárnyas fejvadász 2049 című filmhez, 2036: Nexus Dawn és 2048: Nowhere to Run címmel. Ridley Scott Alien: Covenant (2017) és Gladiátor II. (2024) című rendezéseiben is akciórendezői feladatkörben működött közre.

## Filmográfia

### Film
| Év   | Magyar cím                  | Eredeti cím      | Megjegyzések                              |
| ---- | --------------------------- | ---------------- | ----------------------------------------- |
| 2012 |                             | Loom             | rövidfilm rendezője                       |
| 2014 | Exodus: Istenek és királyok | Exodus           | akciórendező                              |
| 2015 | Mentőexpedíció              | The Martian      | akciórendező                              |
| 2016 | Morgan                      | Morgan           | nagyjátékfilmes rendezői debütálása       |
| 2017 |                             | 2036: Nexus Dawn | rendező Szárnyas fejvadász 2049 rövidfilm |
| 2017 | 2048: Nowhere to Run        |                  | rendező Szárnyas fejvadász 2049 rövidfilm |
| 2017 | Alien: Covenant             | Alien: Covenant  | akciórendező                              |
| 2024 | Gladiátor II.               | Gladiator II     | akciórendező                              |

### Televízió
| Év   | Magyar cím         | Eredeti cím      | Megjegyzések       |
| ---- | ------------------ | ---------------- | ------------------ |
| 1999 | Kiéhezve           | The Hunger       | rendező (1 epizód) |
| 2020 | A farkas gyermekei | Raised by Wolves | rendező (3 epizód) |

## Fordítás
- Ez a szócikk részben vagy egészben  a   Luke Scott (director) című angol Wikipédia-szócikk ezen változatának fordításán alapul.  Az eredeti cikk szerkesztőit annak laptörténete sorolja fel. Ez a jelzés csupán a megfogalmazás eredetét és a szerzői jogokat jelzi, nem szolgál a cikkben szereplő információk forrásmegjelöléseként.